# Picton Castle
Le Picton Castle est un trois-mâts barque, à coque en acier riveté. C'est un navire-école canadien offrant un apprentissage de la navigation au long cours.

## Histoire
Le Picton Castle est, à sa construction en 1928, un chalutier à moteur pour une pêcherie de  Swansea en pays de Galles. Son nom provient d'un château médiéval gallois.
En août 1939 il est réquisitionné par la Royal Navy et transformé en dragueur de mines sous le nom de HMS Picton Castle pour opérer sur les côtes de Norvège.
Après la Seconde guerre mondiale, le navire rebaptisé Dolmar sert de cargo dans la mer du Nord et la mer Baltique . 
Dans les années 1990, il est racheté par Daniel Moreland qui en est toujours le commandant. Il est ramené au Canada pour subir une refonte en trois-mâts barque.
Il a participé à la Sydney-Auckland Tall Ships Regatta 2013.